# JAC T9 Hunter
JAC Hunter (悍途) — среднеразмерный пикап производства китайской компании JAC Motors.

## Описание
Пикап JAC Hunter впервые представили в октябре 2020 года на Пекинском автосалоне, а продажи начались в январе 2021 года на китайском рынке.
JAC Hunter приводится в движение 2,0-литровым рядным четырёхцилиндровым турбодизельным двигателем мощностью 150 л. с. и крутящим моментом 360 Н·м, либо же 2,4-литровым бензиновым двигателем с турбонаддувом мощностью 211 л. с. Двигатели сочетаются в паре с шестиступенчатой механической трансмиссией. Компоновка — задне- или полноприводная. В 2022 году была представлена комплектация Bobcat, а чуть позже — Green Demon. Изменения коснулись внешнего вида.

Габариты кузова в базовой комплектации составляют 1520 × 1590 × 470 мм, а в комплектации LWB — 1810 × 1590 × 470 мм.

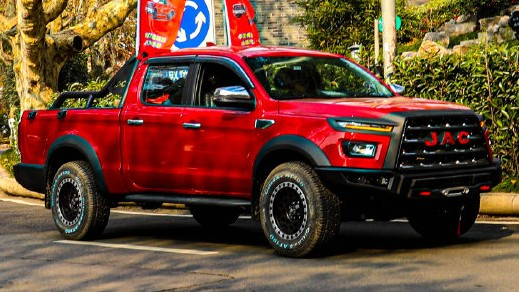
Вид спереди
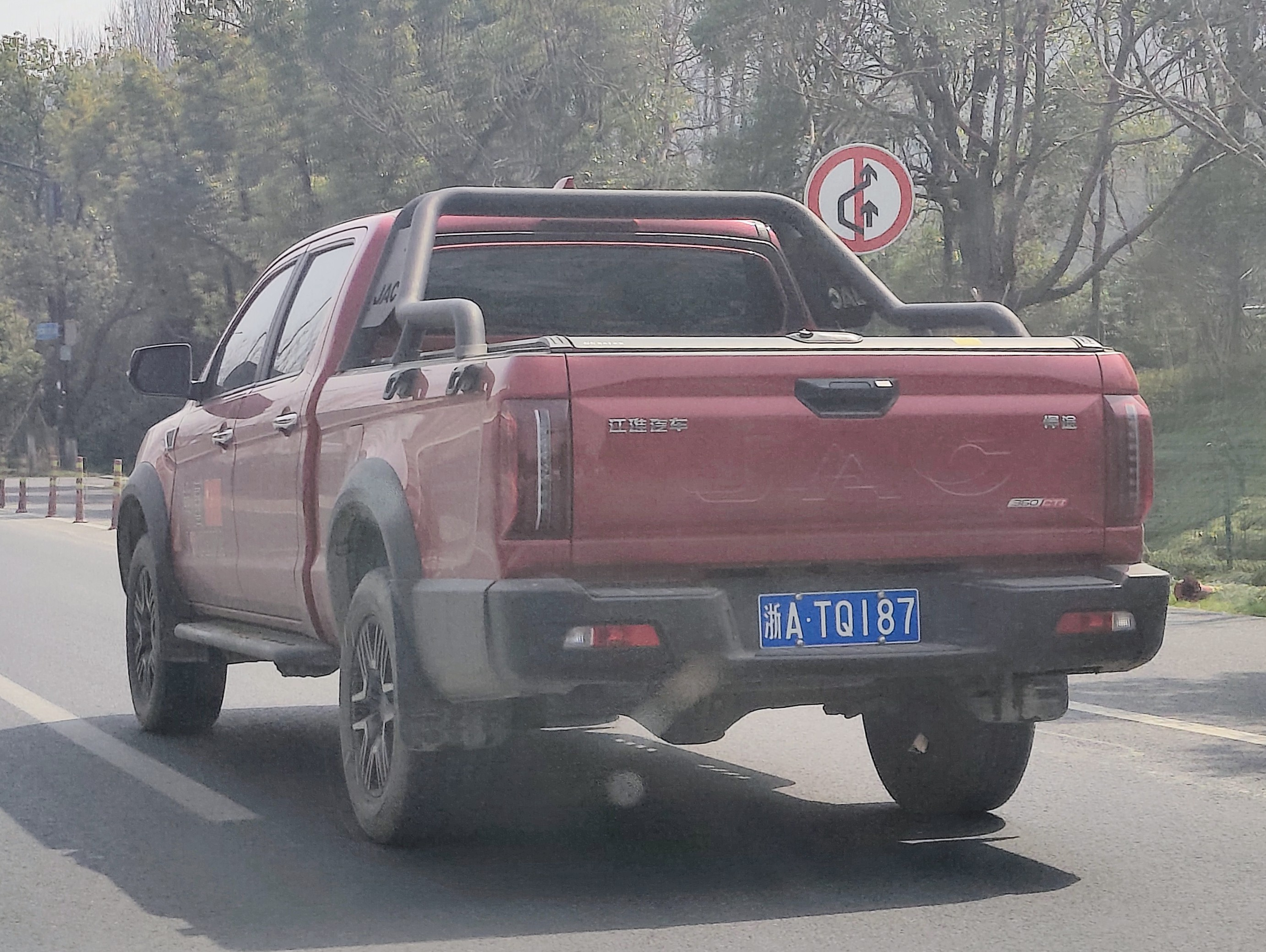
Вид сзади

### Фейслифтинг
JAC Hunter подвергся фейслифтингу в 2023 году. Автомобиль стал оснащаться 2,0-литровым бензиновым турбодвигателем Blue Whale мощностью 170 кВт и крутящим моментом 380 Н·м или же 2,0-литровым турбодизельным двигателем мощностью 125 кВт и крутящим моментом 410 Н·м. Двигатели стали сочетаться в паре с восьмиступенчатой автоматической трансмиссией.

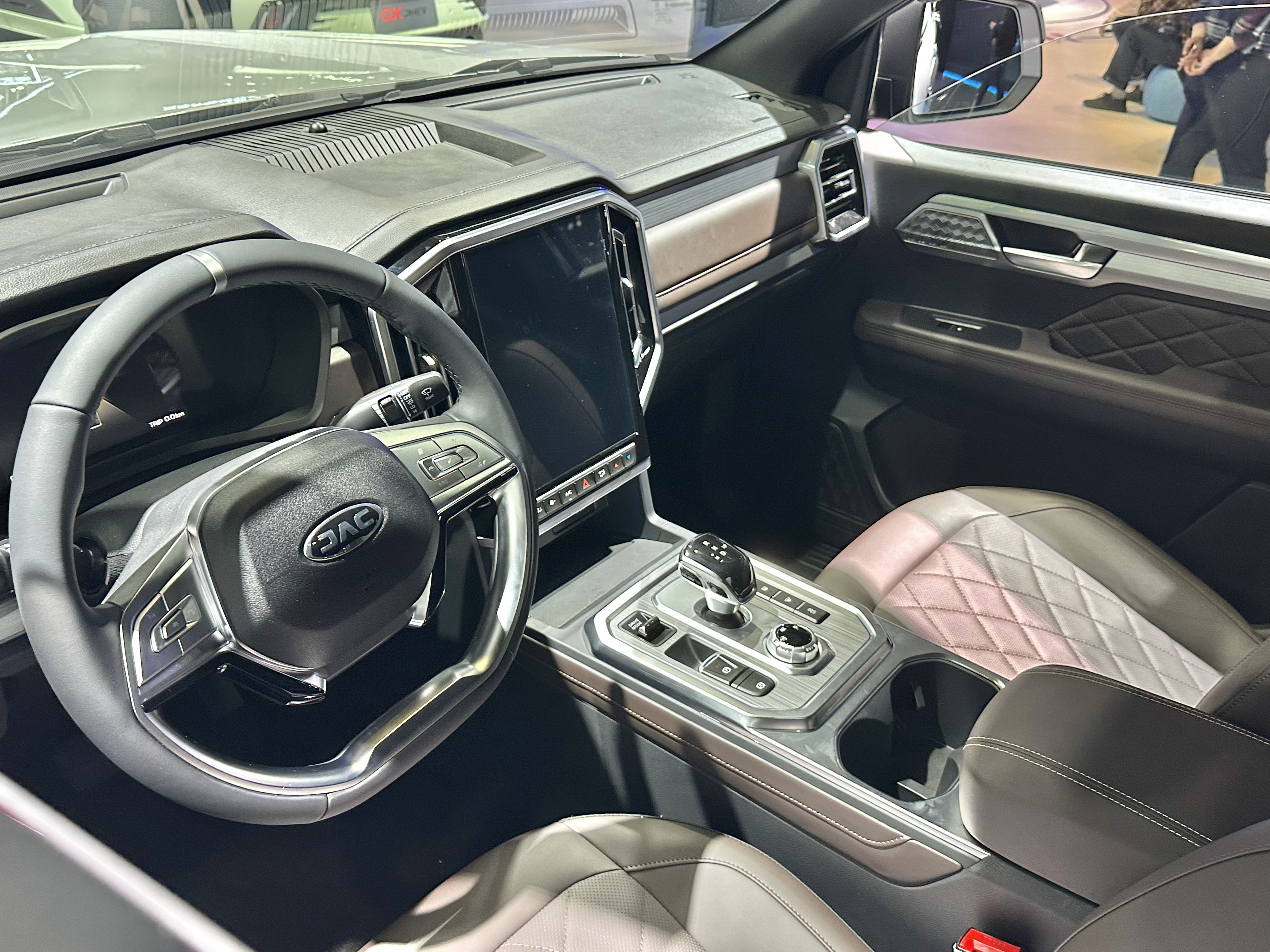
Интерьер
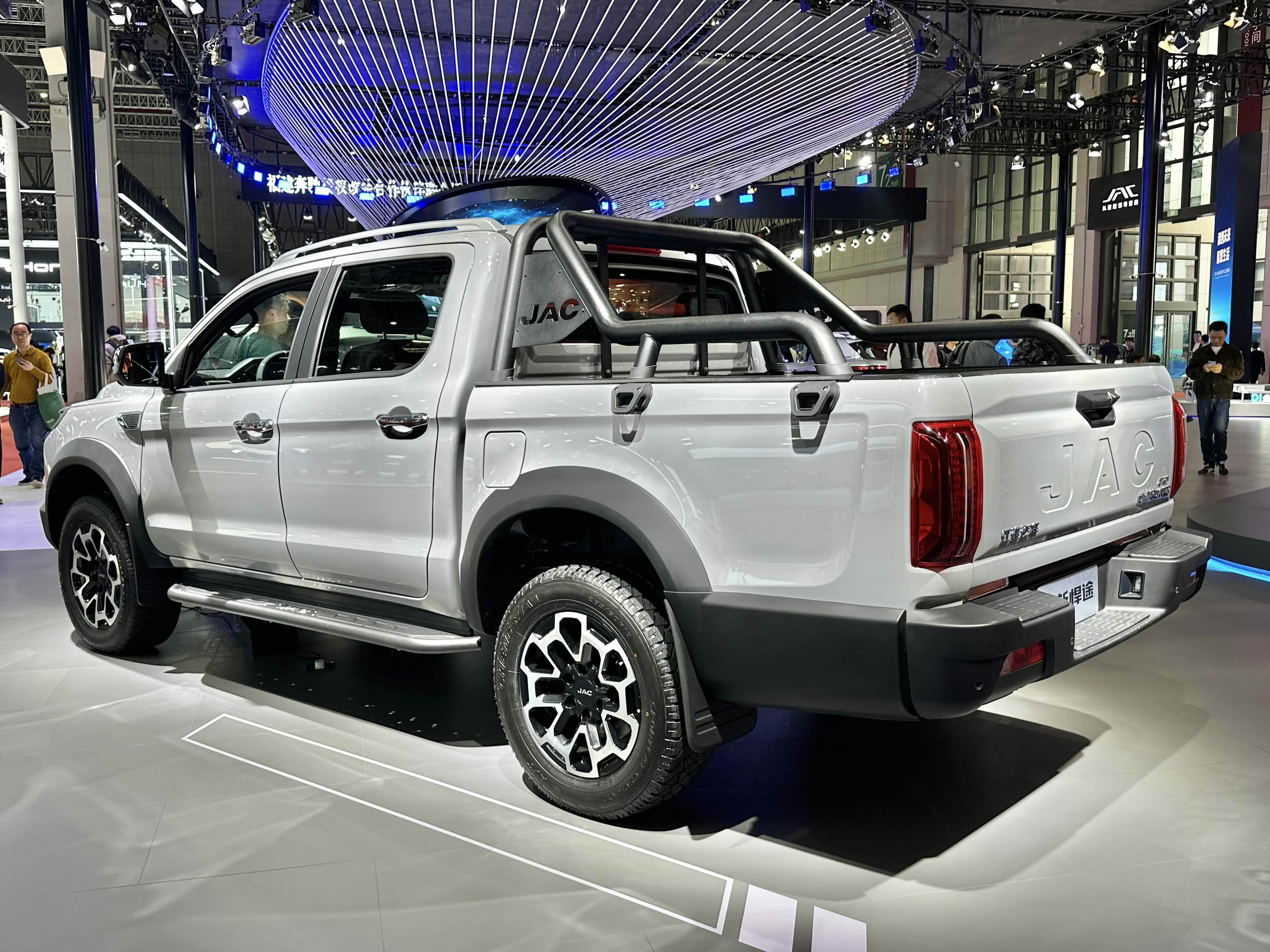
Вид сзади

### На зарубежных рынках
T9 Hunter был представлен в Австралии и Новой Зеландии в июне 2023 года, а в начале 2024 года был представлен электромобиль JAC Hunter EV. ДВС-версия оснащена 2,0-литровым четырёхцилиндровым турбодизельным двигателем мощностью 125 кВт и крутящим моментом 410 Н·м в паре с восьмиступенчатой автоматической трансмиссией, а электрическая версия  оснащена двумя электродвигателями мощностью 36—150 кВт (49—204 л. с.) и крутящим моментом 95—295 Н·м. Максимальная скорость ограничена до 150 км/ч. В интерьер входят: подогрев сидений, центральная консоль с 10,4-дюймовым сенсорным экраном, круиз-контроль, беспроводная зарядка и парктроники на 360 градусов. Грузоподъёмность 3500 кг.